# Nyrup (Odsherred Kommune)
 For alternative betydninger, se Nyrup. (Se også artikler, som begynder med Nyrup)
Nyrup er en lille kyst- og sommerhusby på Nordvestsjælland med 251 indbyggere  (2024). Nyrup er beliggende i Højby Sogn ved Kattegat, fire kilometer vest for Nykøbing Sjælland og seks kilometer nord for Højby. Byen tilhører Odsherred Kommune og er beliggende i Region Sjælland.